# Tabanus moderator
Tabanus moderator är en tvåvingeart som beskrevs av Stone 1938. Tabanus moderator ingår i släktet Tabanus och familjen bromsar. Inga underarter finns listade i Catalogue of Life.